# Autobus (grupo de rock)
Autobus es un grupo peruano de indie rock y blues formado en 2006. Es considerada una de las bandas pioneras del rock peruano independiente y ha sido destacada por su contribución a la escena musical local.

## Historia
Su álbum debut homónimo en 2007 fue lanzado en una época donde el indie rock surgía en Latinoamérica. El grupo recibió fuerte influencia de la banda mexicana Zoé. Entre 2008 y 2009 participaron en la serie Jammin Session's de Movistar TV donde cogieron relevancia en la escena roquera limeña. Su canción ícono "El duelo" los confirmaría como una banda sucesora de las bandas peruanas exitosas en los años 80 y 90.
Lanzaron “Máquina Destrucción” en 2011 lo que los consolidó su posición en la escena musical peruana. El reconocimiento internacional de Autobus alcanzó su punto culminante cuando MTV lo nombró “una joya oculta de Perú”.
En 2017 lanzaron Cuerpos de luz y fueron teloneros de varias bandas de rock internacionales. Tras un breve receso, en 2023 lanzaron su cuarto álbum de estudio, “Todo Bien, nada En Orden”, con 17 canciones que exploran temas como el amor, el desamor y las inquietudes existenciales, este álbum captura la complejidad de la realidad contemporánea.

## Integrantes
- Luis Enrique Piccini

## Discografía
- Todo Bien, Nada en Orden. 2023
- Cuerpo de Luz. 2017
- Máquina Destrucción. 2011
- Autobus. 2007